# Бэр (единица измерения)
Бэр — устаревшая единица измерения эквивалентной дозы ионизирующего излучения в системе СГС. В системе СИ для тех же целей используется единица измерения зиверт.
Бэр равен эквивалентной дозе, при которой произведение поглощённой дозы в биологической ткани стандартного состава на средний коэффициент качества равно 100 эрг/г.
Название единицы бэр является акронимом от «биологический эквивалент рентгена» (англ. rem — roentgen equivalent man). Использование в названии слова «рентген» связано с тем, что первоначально эквивалентная доза рассчитывалась на основе экспозиционной дозы излучения. В 1954 году МКРЗ определила бэр как единицу дозы излучения с такой же биологической эффективностью, как у одного рада гамма-излучения. После этого бэр стал расшифровываться как биологический эквивалент рада.
1 бэр = 0,01 Зв = 100 эрг/г.
В Российской Федерации бэр допущен к использованию в качестве внесистемной единицы без ограничения срока с областью применения «ядерная физика, медицина».
Поскольку бэр — сравнительно большая единица измерения, обычно эквивалентную дозу измеряют в миллибэрах (мбэр, 10−3 бэр) или микрозивертах (мкЗв, 10−6 Зв). 1 мбэр = 10 мкЗв.